# Kleine Zeitung

Tidningens logo

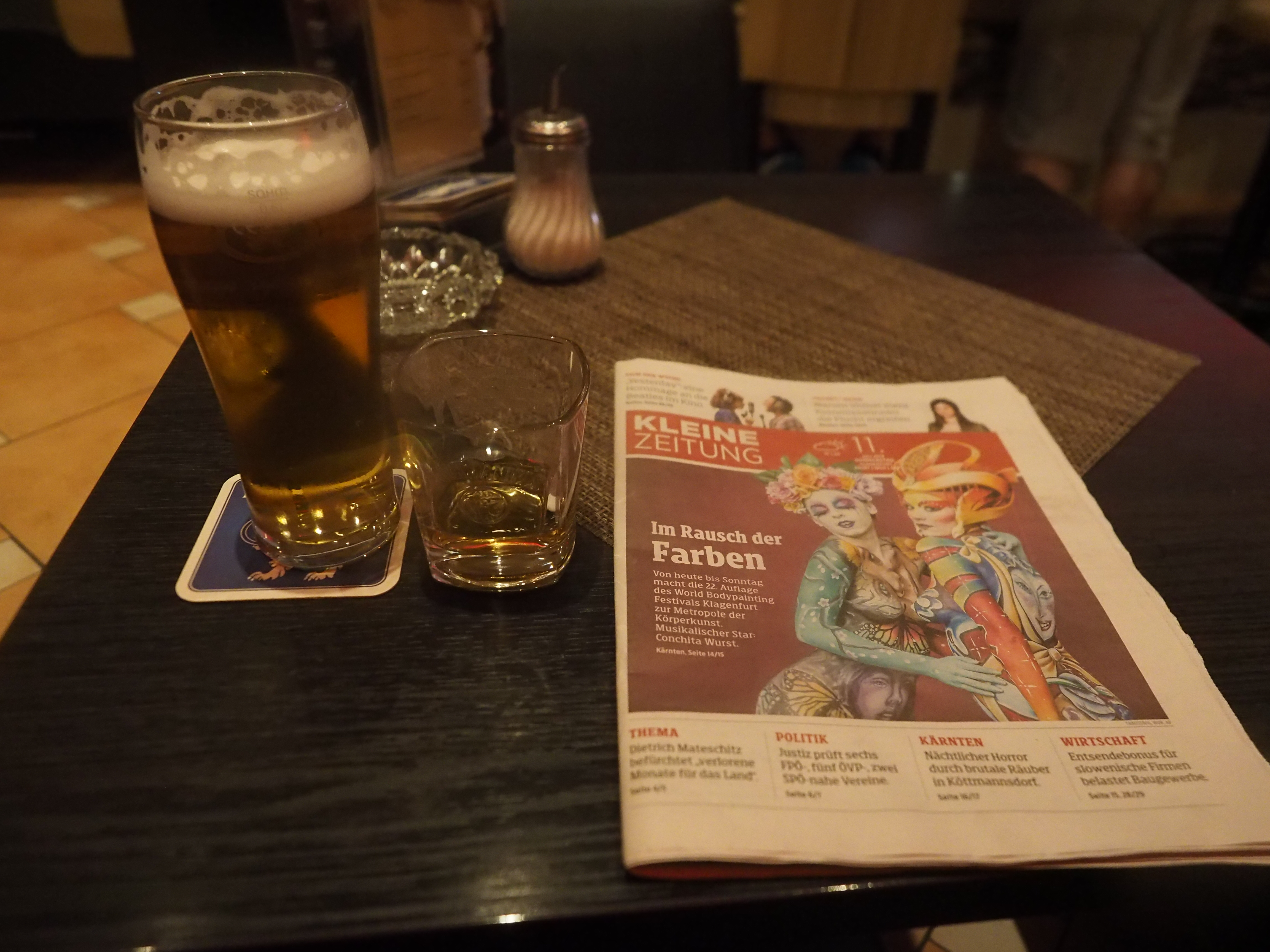
Ett exemplar från juli 2019

Kleine Zeitung är Österrikes till upplagan fjärde största dagstidning, den utkommer endast i förbundsländerna Steiermark och Kärnten samt i Östtyrolen. Tidningen grundades 1904. I Steiermark och Kärnten är Kleine Zeitung den till upplagan största tidningen. Den har över hela Österrike 831 000 läsare, varav 94,5% är abonnenter. Regionala reportage och världshändelser. Tidningen är  politiskt obunden och dess arbete är baserat i en kristen världsåskådning. Tidningen ägs av mediakoncernen Styria Media Group.